# Melapia bifasciata
Melapia bifasciata är en fjärilsart som beskrevs av Inoue och Shigero Sugi 1961. Melapia bifasciata ingår i släktet Melapia och familjen nattflyn. Inga underarter finns listade i Catalogue of Life.